# Fischbauchträger

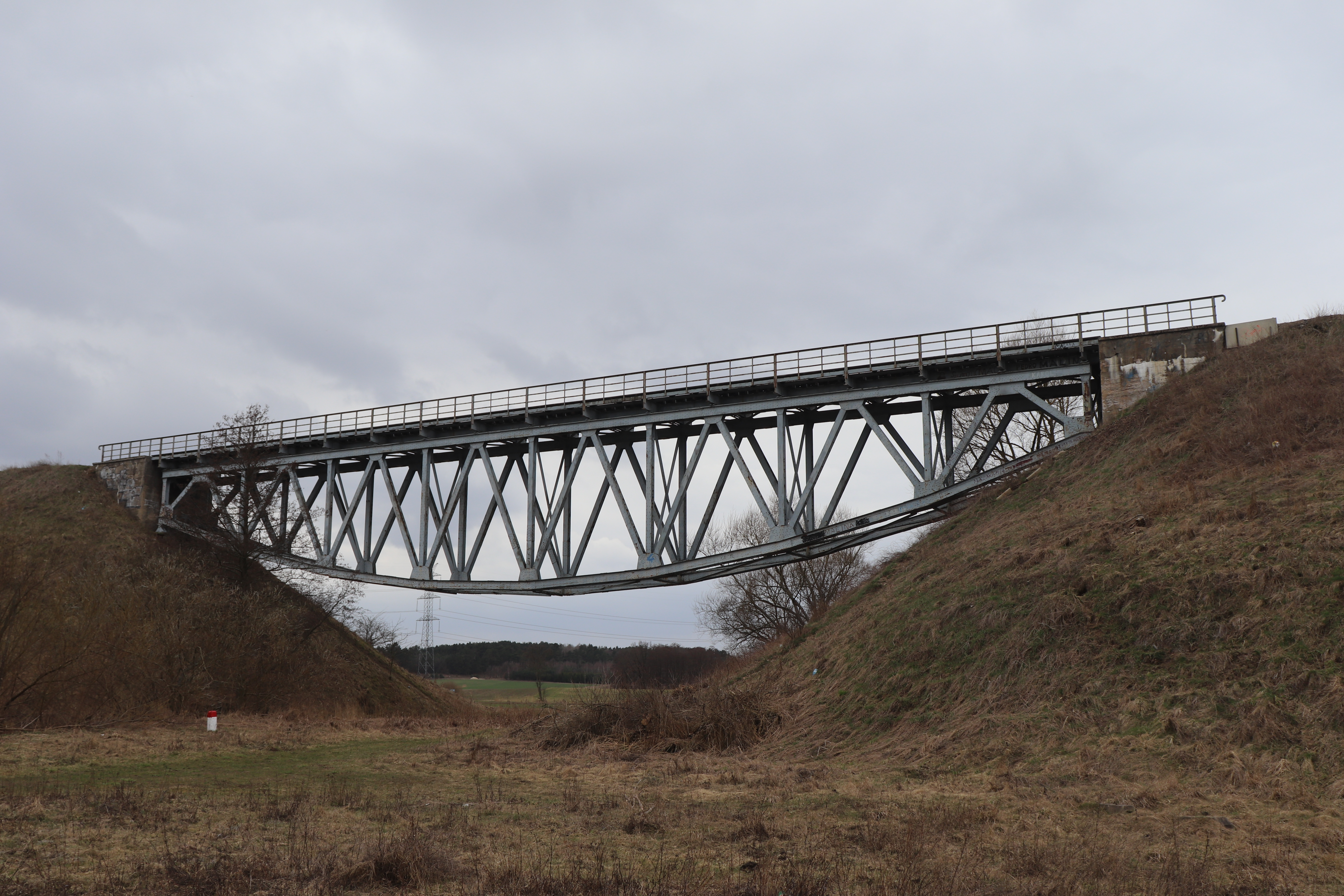
Brücke mit einem Fischbauchträger (Czarny most über die Radunia bei Leźno, Polen, 2019)

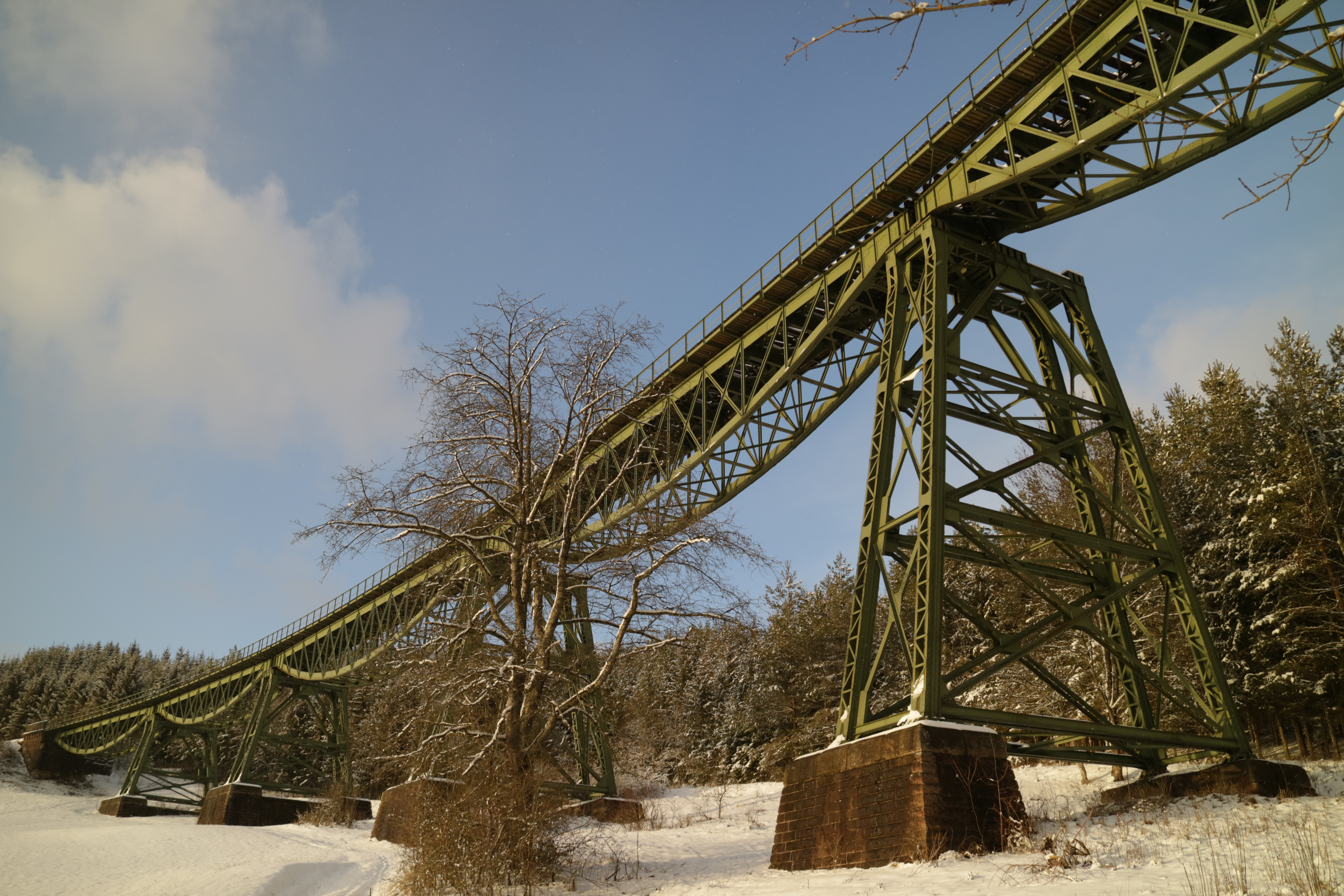
Brücke mit mehreren Fischbauchträgern (Biesenbachviadukt der Wutachtalbahn, 2016)

Der Fischbauchträger ist ein im Bauwesen verwendeter Träger mit der äußeren Form eines Fischbauches. Er ist häufig in Balkenbrücken als Abwandlung eines Fachwerkträgers mit geraden und parallelen Gurten zu finden. Dessen gerader Obergurt bleibt erhalten, während der Untergurt konvex gewölbt wird. Fischbauchträger werden unter der Fahrbahn angeordnet, denn der gerade Obergurt ist prädestiniert dafür, die in der Regel gerade Fahrbahn aufzunehmen.
In der Literatur wird gelegentlich auch der Linsenträger, dessen beide Gurte konvex geformt sind, als Fischbauchträger bezeichnet.

## Geschichte, Funktion und Anwendung
Vorgänger des Fischbauchträgers ist der Linsenträger.
Nicht lange nach dessen Anwendung setzte sich die Auffassung durch, dass der gerade Fahrbahnträger ausreiche, um die Druckkräfte aufzunehmen, und deshalb auf den oberen Bogen verzichtet werden könne. Daraus entstand der unter der Fahrbahn liegende Fischbauchträger.
Die Form der Unterseite der Fischbauchträger wird bevorzugt parabolisch ausgeführt, was dem Verlauf des Biegemomentes in ihm bei konstanter Streckenlast entspricht. Der Kräfteverlauf kann direkt an der Form abgelesen werden. Deswegen empfinden sowohl Fachleute als auch Laien diese Form als harmonisch, elegant und ästhetisch, besonders wenn eine Brücke mit einer Vielzahl von solchen Trägern hintereinander gebaut wird.
Eine Brücke aus Fischbauchträgern wird als Fischbauchbrücke bezeichnet. Die meisten Fischbauchbrücken wurden beim Bau von Bahnstrecken, seltener auch beim Straßenbau, in Eisen- oder Stahlbauweise errichtet. Man findet sie vor allem bei Eisenbahnbrücken aus dem 19. Jahrhundert und bis in die 1930er Jahre oder im Industriebau. Fischbauchträger wurden gelegentlich auch bei Vollwandträgern (alte gusseiserne Barrenträger oder Blechträger) als eine Form für Träger gleicher Festigkeit verwendet. Diese Bauweise ist heute unüblich geworden. Fischbauchbrücken in Spannbetonbauweise sind hingegen äußerst selten.
Bekannte, noch existierende Fischbauchbrücken sind in Deutschland die Brücken der Wutachtalbahn (Biesenbachviadukt, Wutachviadukt, Talübergang Fützen) in Baden-Württemberg, die Brücke der Bahnstrecke Meinerzhagen–Krummenerl über die Volme, Wuppertal-Bahn über den Beyenburger Stausee in Wuppertal-Beyenburg und die Lennebrücke Ohle in Nordrhein-Westfalen, des Weiteren der Markersbacher Viadukt in Sachsen und der Lengenfelder Viadukt in Thüringen – in der Schweiz der Sitterviadukt der Südostbahn (SOB) im Kanton St. Gallen und der Castielertobel-Viadukt an der Bahnstrecke Chur–Arosa. Letzterer wurde im Jahre 2024 ersetzt – wiederum mit einem Fischbauchträger – neu aber nur noch mit einem Spannfeld ohne Stützen. Zu erwähnen ist der Viadukt bei Chrást an der Bahnstrecke Chrást u Plzně–Stupno in Tschechien sowie die Czarny Most über die Radunia bei Leźno in Polen (siehe Bild). Auch in Rumänien stehen einige Brücken dieses Typs – so z. B. an den Bahnstrecken zwischen Caransebeș und Drobeta-Turnu Severin an der D6 (Europastraße 70) sowie zwischen Târgu Jiu und Petroșani an der DN66 (Europastraße 79); auf der gleichen Strecke stehen auch noch Brücken mit unten abgeflachtem Fischbauch

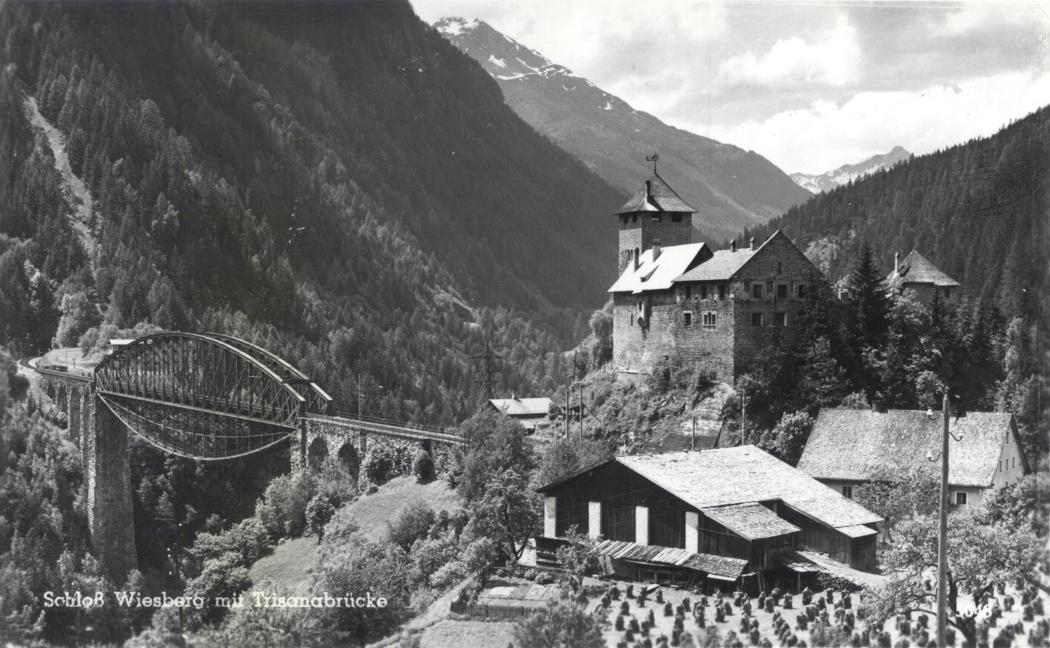
Trisannabrücke vor 1964

Auch der 1964 ausgetauschte Überbau der Trisannabrücke wies außer dem oberen Träger als Verstärkung einen Fischbauchträger auf.
Eine moderne Fischbauchbrücke ist der Viaduc de l’Arc im Zuge der Schnellfahrstrecke LGV Méditerranée kurz vor Marseille.